# ランチョクカモンガ (カリフォルニア州)
ランチョクカモンガ（スペイン語: Rancho Cucamonga）は、アメリカ合衆国カリフォルニア州の南部サンバーナーディーノ郡にある都市である。人口は17万4453人（2020年）。
2006年11月7日の選挙で市長にはドナルド・J・カース博士、シティマネジャーにはジャック・ラムが選ばれている。
ランチョクカモンガは1977年に市政を布いた。このときアルタ・ローマ、クカモンガ、エティワンダの各未編入地域が合併してランチョクカモンガ市となった。

## 地理
ランチョクカモンガ北緯34度7分24秒 西経117度34分46秒 / 北緯34.12333度 西経117.57944度に位置する。ロサンゼルスの東62キロメートル、クカモンガ・バレーの中にある。
アメリカ合衆国国勢調査局に拠れば、市域全面積は37.5平方マイル (97.0 km2)であり、このうち陸地は37.5平方マイル (97.0 km2)、水域は0.01平方マイル (0.03 km2)、水域率は0.03％である。
ランチョクカモンガはモハーヴェ・トレイル、オールド・スパニッシュ・トレイル、サンタフェ・トレイル、元アメリカ国道66号線（現在はフットヒル・ブールバード）およびエル・カミノ・レアルが交差する場所にある。

## 「クカモンガ」という名前
「クカモンガ」という名前はトンヴァ族インディアンの地名から来ており、恐らく発音は[kukɑˈmʌŋnɑ]（クカマンナ）であり、砂のある場所を意味している。ただし、ショショーニ族ガブリエリーノ支族の酋長ベラ・ロカは、その意味が水の出てくる集落の地であると言っている。「Cuc]あるいは「Kuc」は「来る、出てくるあるいは行く」を意味している。「Amo」は「水、湿った、泉」を意味し、「Nanga」は「集落の地」を意味する。どちらの解釈にしても同じ場所を指していることが分かる。市の北部は山脈の麓にあり、多くの掘り抜きの井戸やクリークがある。表面土は、北の山脈から繰り返し吹き下ろす暴風のために、極めて砂と岩が多い。「クカモンガ」の別の説では「山を越える光」を意味しているというものであり、「nga」で終わる地名はこの地域のトンヴァ語地名の多くに見出すことができるので、この説は確かに空想力有るものである。この地域は1800年代に地元固有の名前ではない例として初めてメキシコ土地特許地ランチョクカモンガの一部となった。
大衆文化の中で「クカモンガ」という名前は奇妙な語感の地名と受け取られている。ラジオ番組「ザ・ジャック・ベニー・プログラム」のキャッチフレーズの1つには、メル・ブランクが列車の案内アナウンスで「列車はただいま5番線を出発し、アナハイム、アズサおよびクック...アモンガに向かいます」と言うものがあり、「クック」と「アモンガ」の間にことのほか長いポーズを入れていた。この3市は存在しているが（当時は町として）、このような列車の経路は存在しないことをロサンゼルスの聴衆はジョークとして聴いていた。この「宣伝」に対する「謝礼」として、ランチョクカモンガ市はマイナーリーグ野球場を建設したときにその通りの名を「ジャック・ベニー・ウェイ」と名付け、球場入口外側にジャック・ベニーの銅像を建立した。この銅像はその後ビクトリア庭園文化センターに移された。偶然にもジャック・ベニー・ウェイはロチェスター・アベニューと交差していたが、この通り名は「ザ・ジャック・ベニー・プログラム」のエディ・アンダーソンが演じる登場人物に因むものではなかった。この名前は3人兄弟の投資家の故郷がニューヨーク州ロチェスターだったのでこれに因んで1889年に名付けられていた。メル・ブランクは多くの大衆メディア創作の一つで、1948年の『メリー・メロディーズ』の漫画「ダフィーはここに眠る」の中のダフィー・ダックの声で、また1960年代の『ルーニー・テューンズ』の漫画ではバッグス・バニーの声でこのキャッチフレーズを繰り返していた。
カリフォルニアのサーフィンが繋いだデュオ、「ジャンとディーン」はベニーのフレーズを取り入れて歌詞を作った。「アナハイム、アズーサ・アンド・クカモンガ・ソーイングサークル、ブックレビュー・アンド・タイミング・アソシエーション（リバティ55724）」という曲であり、1964年にヒットした「ライド・ザ・ワイルド・サーフ」のB面だった。

## 人口動態
以下は2000年の人口統計データである。
| 基礎データ - 人口: 127,743人 - 世帯数: 40,863世帯 - 家族数: 31,832家族 - 人口密度: 1,317.0/人/km2（3,411.4人/mi2） - 住居数: 42,134軒 - 住居密度: 434.4/軒/km2（1,125.2軒/mi2） 人種別人口構成 - 白人: 63.13% - アフリカン・アメリカン: 8.48% - ネイティブ・アメリカン: 0.72% - アジア人: 6.39% - 太平洋諸島系: 0.27% - その他の人種: 13.25% - 混血: 5.41% - ヒスパニック・ラテン系: 27.78% 年齢別人口構成 - 18歳未満: 29.9% - 18-24歳: 9.9% - 25-44歳: 33.2% - 45-64歳: 21.0% - 65歳以上: 6.1% - 年齢の中央値: 32歳 - 性比（女性100人あたり男性の人口） - 総人口: 100.1 - 18歳以上: 98.0 | 世帯と家族（対世帯数） - 18歳未満の子供がいる: 44.7% - 結婚・同居している夫婦: 60.2% - 未婚・離婚・死別女性が世帯主: 12.8% - 非家族世帯: 22.1% - 単身世帯: 16.8% - 65歳以上の老人1人暮らし: 4.1% - 平均構成人数 - 世帯: 3.04人 - 家族: 3.44人 収入と家計（2007年推計） - 収入の中央値 - 世帯: 80,538 米ドル - 家族: 88,059米ドル - 人口1人あたり収入: 23,702米ドル - 貧困線以下 - 対人口: 7.1% - 対家族数: 4.9% - 18歳未満: 7.6% - 65歳以上: 7.3% |

## 経済
ランチョクカモンガの包括的年間財務報告書2008年版によれば、市内の大きな雇用主トップ10は以下の通りである。
| 順位 | 雇用主                           | 従業員数 |
| ---- | -------------------------------- | -------- |
| 1    | チャフィ・コミュニティ・カレッジ | 1,763    |
| 2    | エティワンダ教育学区             | 1,198    |
| 3    | ランチョクカモンガ市             | 954      |
| 4    | アルタ・ローマ教育学区           | 942      |
| 5    | アンファスター薬品               | 880      |
| 6    | 南カリフォルニア・エディソン     | 800      |
| 7    | マーキュリー保険                 | 606      |
| 8    | 西海岸リキデーターズ             | 565      |
| 9    | フリトーレイ                     | 561      |
| 10   | CMC製鋼所                        | 517      |

### 商業と文化

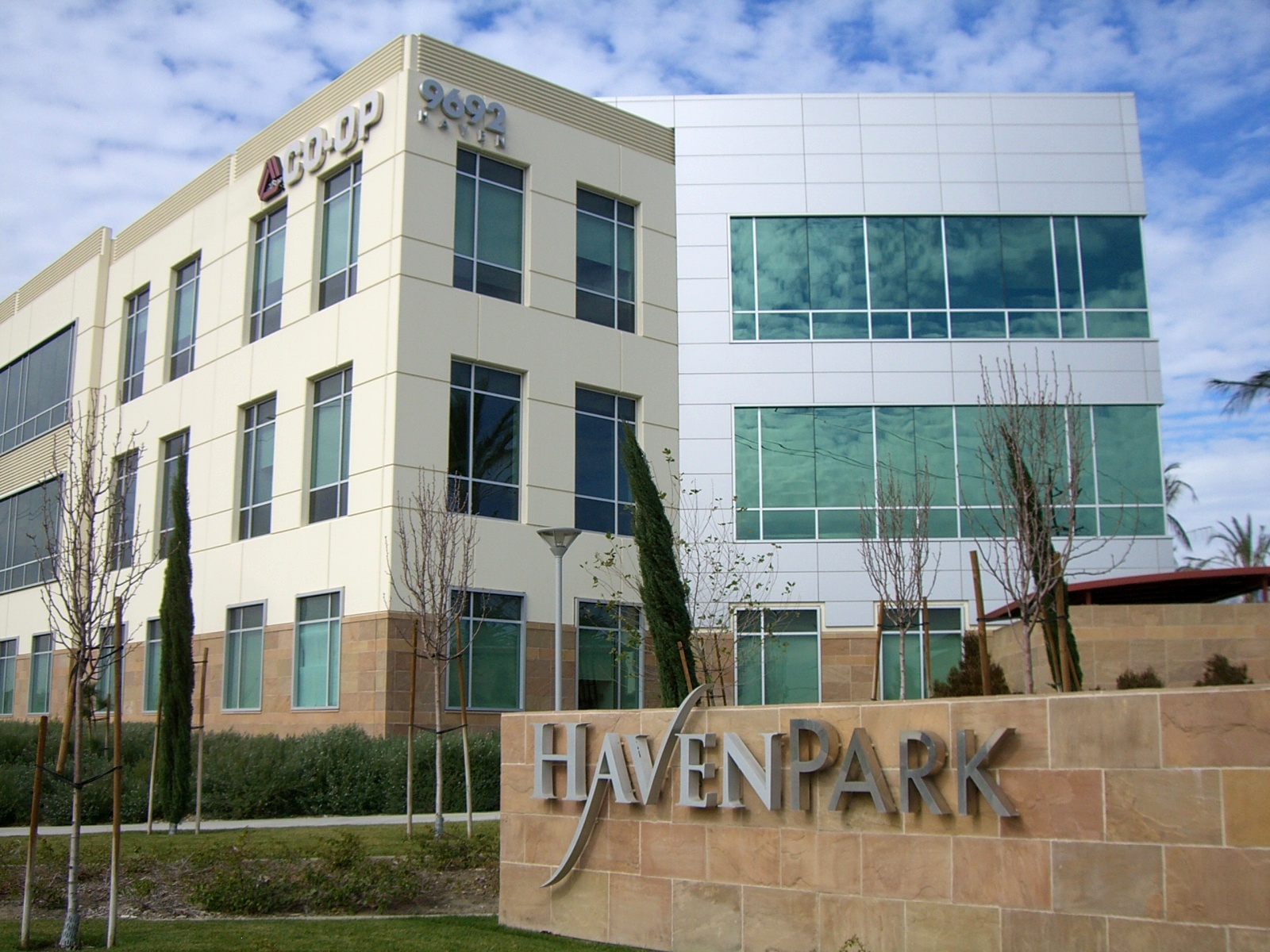
ヘイブン・アベニュー沿いのオフィスパーク

市域の大半は住宅地区となっているが、隣接するオンタリオ、フォンタナ各市と同様、南カリフォルニアの物流産業の一大中心でもある。これは州間高速道路やオンタリオ国際空港に近いこと、市南部の広大な元農業用地が使えたことに拠っている。ミリケン・アベニューのアーチボルドとエティワンダ・アベニューの間、フットヒル・ブールバード、および4番通りの周辺地域、約7平方マイル (18 km²) は、主に大規模な物流センターで占められており、さらに小さな製造会社がある。この地域はヘイブン・アベニュー沿いの繁盛するオフィスパークで取り囲まれており、またテラビスタ・タウンセンターのような商店街（市中心部のマスタープラン、2平方マイル (5  km²) 弱の一部）、オンタリオ市内にある4番通り沿いのオンタリオ・ミルズのようなショッピングセンターがある。市内にはカリフォルニア州では唯一の製鋼所を操業するタムコ製鉄所がある。この製鋼所はスクラップカーや部品の鉄くずをリサイクルし、鉄筋を製造している。
市内にはマイナーリーグの野球場であるエピセンターがあり、ランチョクカモンガ・クエークスがホームグラウンドにしている。クエークスのマスコット「トレモア」は「ラリーザウルス」である。毎週土曜日の試合の後に花火が打ち上げられている。

### ビクトリア庭園

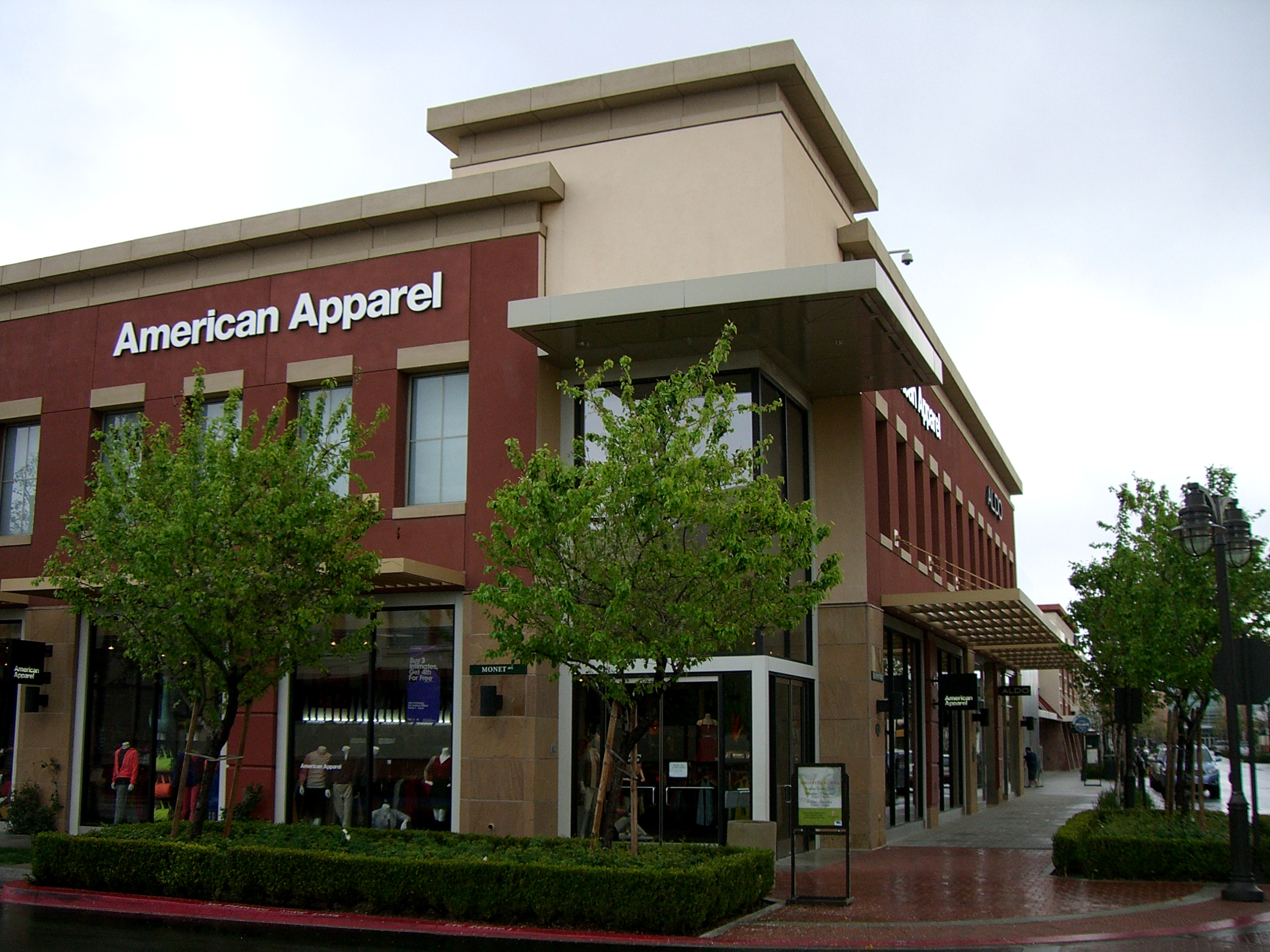
ビクトリア庭園の建築物と都市デザイン

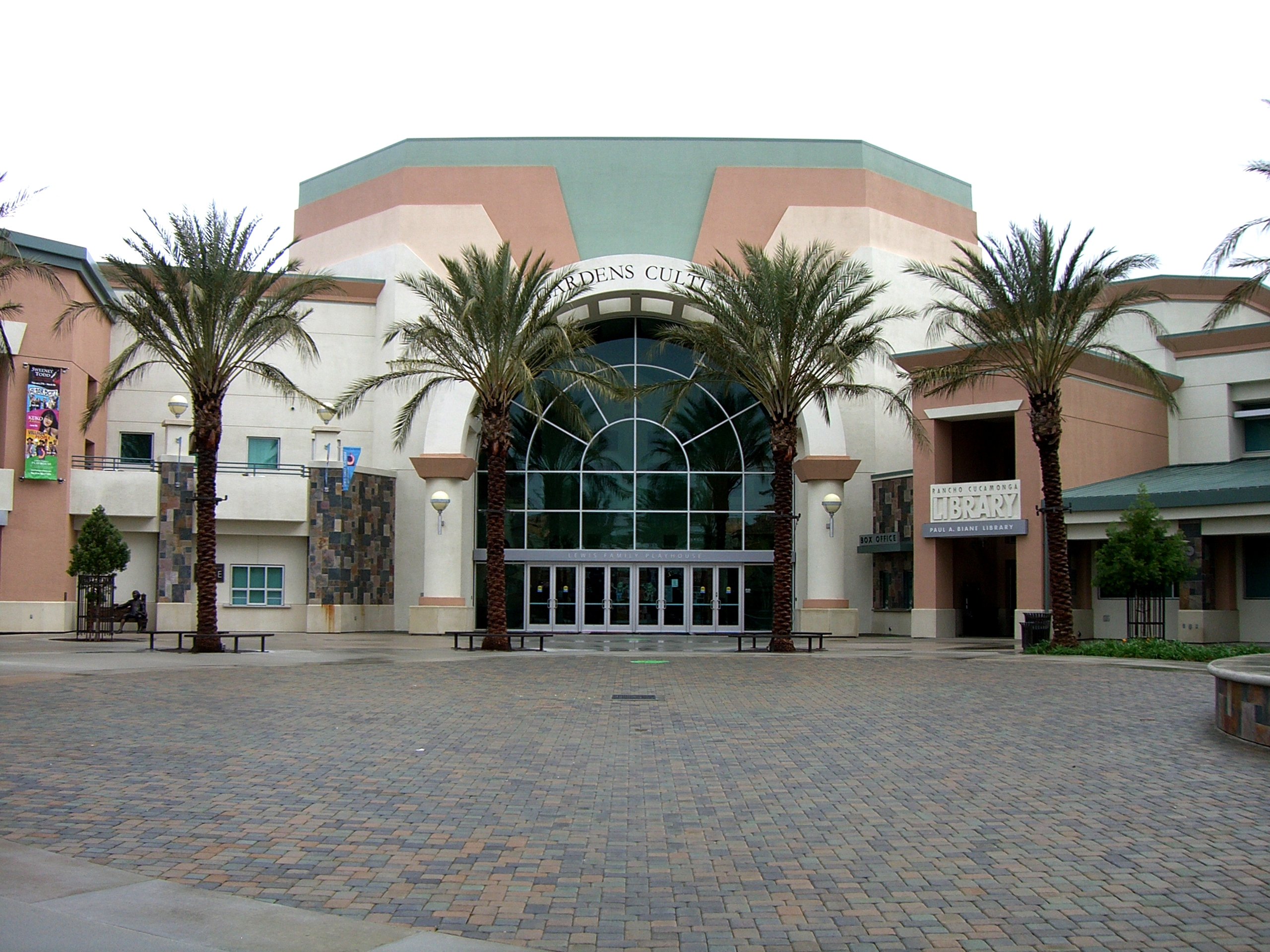
ビクトリア庭園文化センター

市東端に建設されたビクトリア庭園ライフスタイルセンターはフットヒル・ブールバードとディクリーク・ブールバードの交差点にある。隣接するオンタリオ、アップランド各市のような伝統的商業中心街がランチョクカモンガでは発展しなかったので、歴史的にベッドタウンとなるべくして発展してきたこの町に、より伝統的で都会的なデザイン要素を取り入れるためにビクトリア庭園の設計には特別の努力が払われた。大規模アンカー店舗、フードコートおよび周囲を取り巻く広大な駐車場といったショッピングセンターの伝統的性格を維持しながら、2車線道路に囲まれたブロックには小店舗を配置し、繁盛する景観を造り、店の前にはメーターのあるパーキングロットを造って歩道にすぐあがれるようにした。「メインストリート」が2つ有り、市中心部を東西に貫いている。この間の南北道路は歩行者の軸であり、アンカー店舗であるマーシーズから1対の多目的オフィスビルの間にある「タウンスクエア」を抜け、ビクトリア庭園文化センターに至る。このセンターは570席の劇場と市立図書館を内蔵している。ここにはフードコート以外にレストランもあり、カリフォルニア・ピザ・キッチン、フレミングズ、牛角、ヘンリーズ・パシフィック・グリル、ジョニーロケッツ、キングス・フィッシュハウス、ルシルズ・バーベキュー、P・F・チャンズ・チャイナ・ビストロ、リチーズ・ダイナー。T・G・I・フライデーズおよびヤード・ハウスなどチェーン店や特徴ある飲食店が揃っている。ここには12スクリーンのシネコン、AMCシアターズもある。
ビクトリア庭園の通り向かいには、南カリフォルニアでは唯一のアウトドアワールド・スーパーストアのバス・プロ・ショップがある。どちらも州間高速道路15号線から見える。

## 政治

### 市政府
ランチョクカモンガ市は1977年に市政を布いた一般法都市であり、市政委員会・シティマネジャー方式を採用している。4人の委員からなる市政委員会と市長、市事務官、財務官は全て、市全体を選挙区に選出される。市政委員会がシティマネジャーを指名し、シティマネジャーは市政府の管理責任者として行動し、日々の運営、法典の執行および市政府の財政的健全さにたいして責任を持つ。市政委員会は市の立法府である。
市の最近の包括的年間財務報告書に拠れば、市の歳入は2億7,830万ドル、歳出は2億4,360万ドル、総資産14億70万ドル、総負債4億9,210万ドル、現金と投資額5億8,330万ドルである。

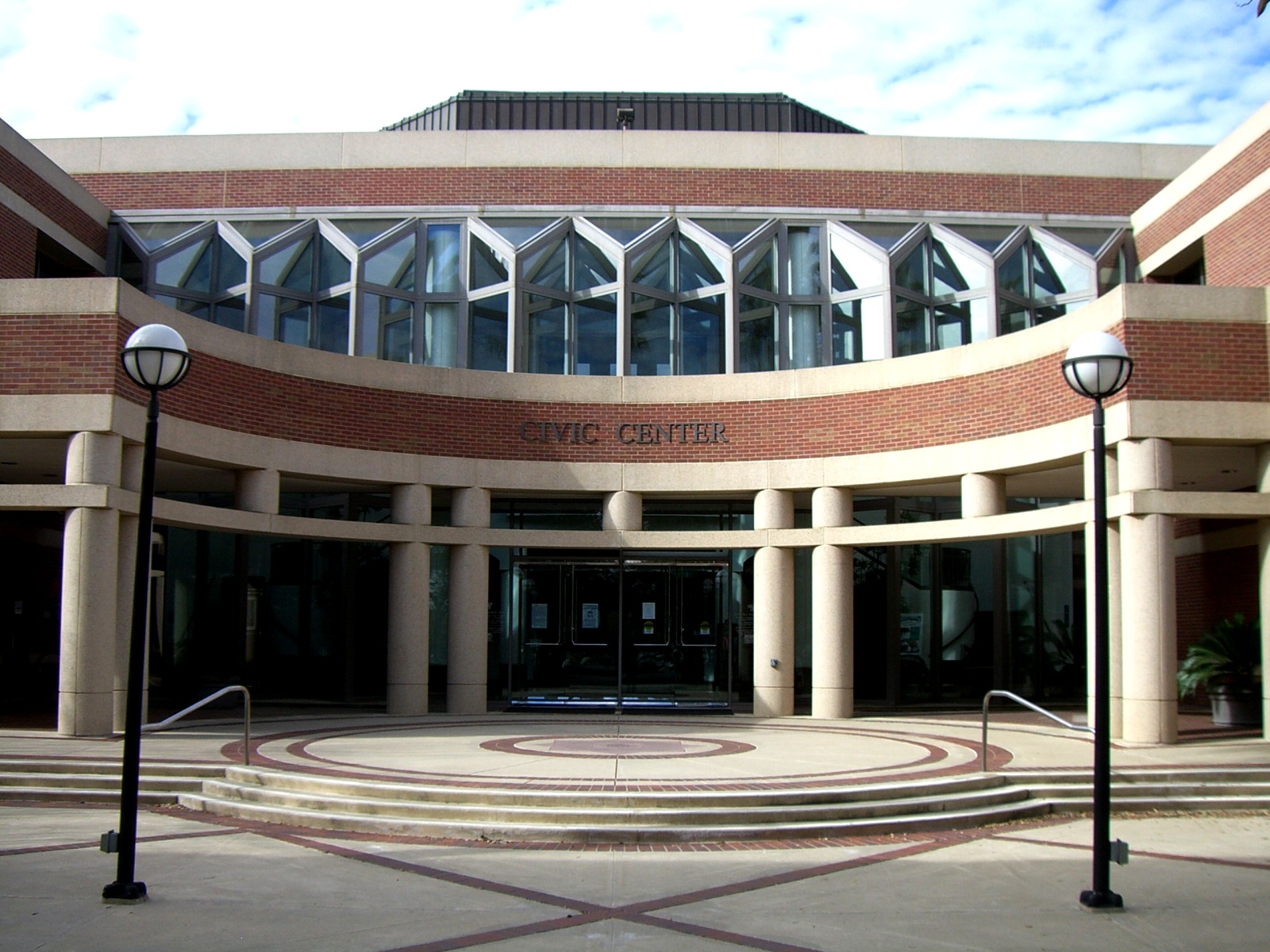
ランチョクカモンガ市役所の主玄関

### 州と連邦議会
カリフォルニア州議会上院では第31選挙区に属する。また下院では第63選挙区に属する。連邦議会下院では州第26選挙区に属している。クック投票動向指数では共和党+4である。2008年時点では全て共和党議員が代表を務めている。2005年、党派に拠らないベイエリア投票研究センターがランチョクカモンガ市を全米で28番目に保守的な都市にランク付けした。
市内にはサンバーナーディーノ郡裁判所フットヒル・コミュニティーズもある。

## インフラ

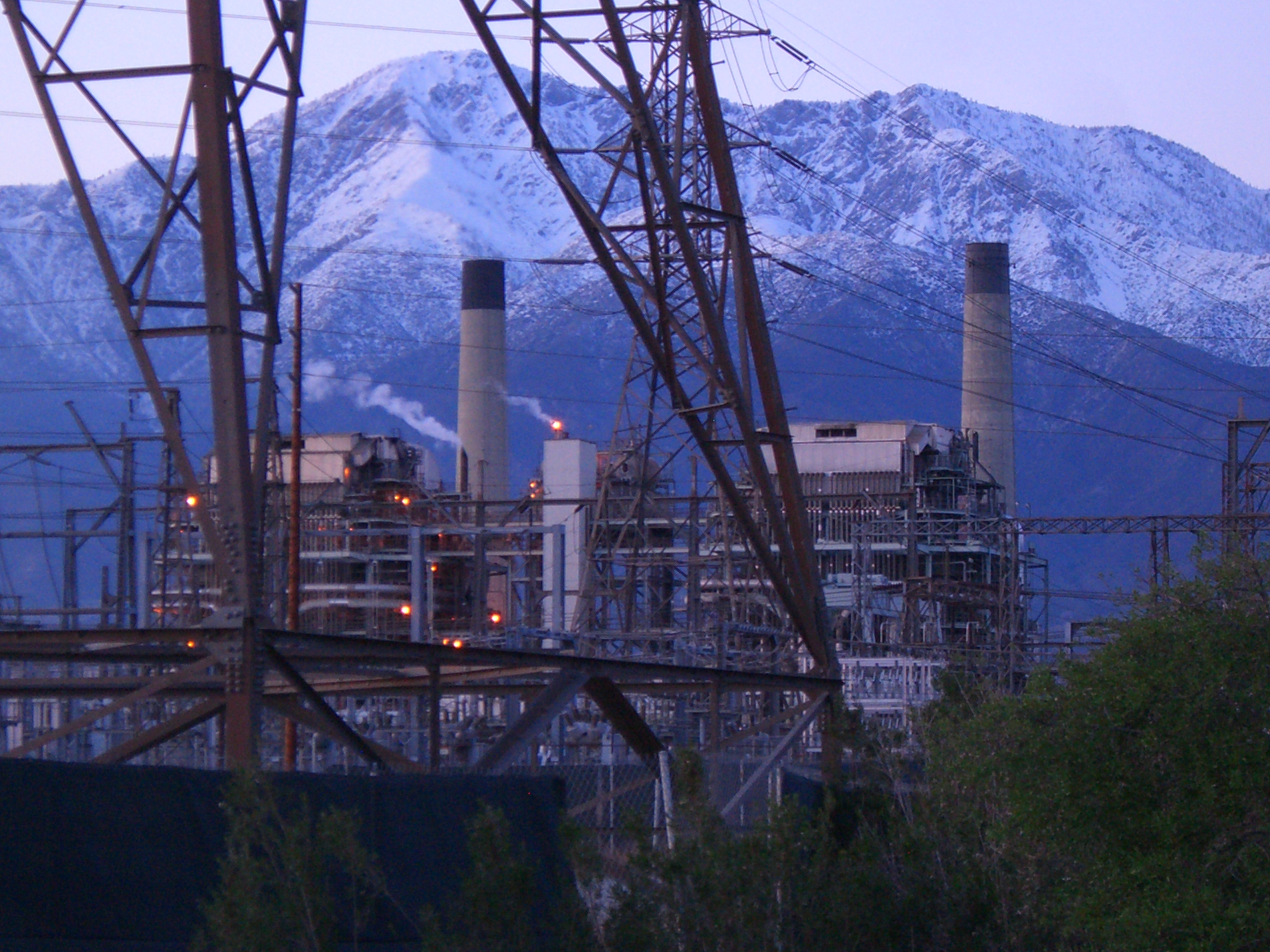
リライアント・エナジーのエティワンダ発電所とクカモンガ峰

ランチョクカモンガはサンガブリエル山脈の麓にあるという特殊事情のために、山脈から流れ出る幾つかの水流から起こる洪水の危険性を減じるために、市内の多くの管理用水路を使う必要性があった。過去には市内の道路の何本かが繰り返し水で溢れることで知られていた。特にハーモサ・アベニューは洪水を軽減するために多くの背の高い縁石や特に大きな排水格子が取り付けられている。
エネルギーとしては南カリフォルニア・ガス社から天然ガスが供給されている。上水道と下水道はクカモンガ・バレー水道地区が運営している。ゴミ収集はバーテック・ディスポーザル、電話はヴェライゾン、ケーブルテレビはチャーター・コミュニケーションズが担当している。
電力は南カリフォルニア・エディソンが供給し、市内エティワンダ・アベニューにはリライアント・エナジーのエティワンダ発電所がある。この発電所はカリフォルニア州に5か所あるリライアントの発電所の1つであり、1963年に操業を始めた天然ガス焚き発電所である。発電能力は640メガワットであり、西海岸のリライアントの発電所の中でも第2位である。蒸気タービン発電機4基があり、そのうち第3号と第4号が常時稼働している。第1号と第2号と燃焼タービンは2003年と2004年にお役ご免になった。ガス排出制御のために幾つかのシステムが稼働しており、毎年9億ガロン (3,400 m3) 以上の再生水が冷却用に使われている。

## 交通
ランチョクカモンガ市の交通はオムニトランスのバス便、メトロリンクの鉄道便および近くにあるオンタリオ国際空港の航空便を利用できる。州間高速道路15号線と、比較的新しいカリフォルニア州道210号線延伸部が市内を走り、かつてアメリカ国道66号線も走っていた。州間高速道路15号線は嵩上げされた土盛の上にあり、市の南東部を斜めに横切っているので、工業地域の大半、小さなショッピングセンターおよび幾つかの住宅地区を市の大きい側の部分から孤立させている。北に向かうと高さが低くなり、隣接するフォンタナ市との北東部市境を形成し、サンガブリエル山脈を抜けるカホン峠に入る。

## 教育

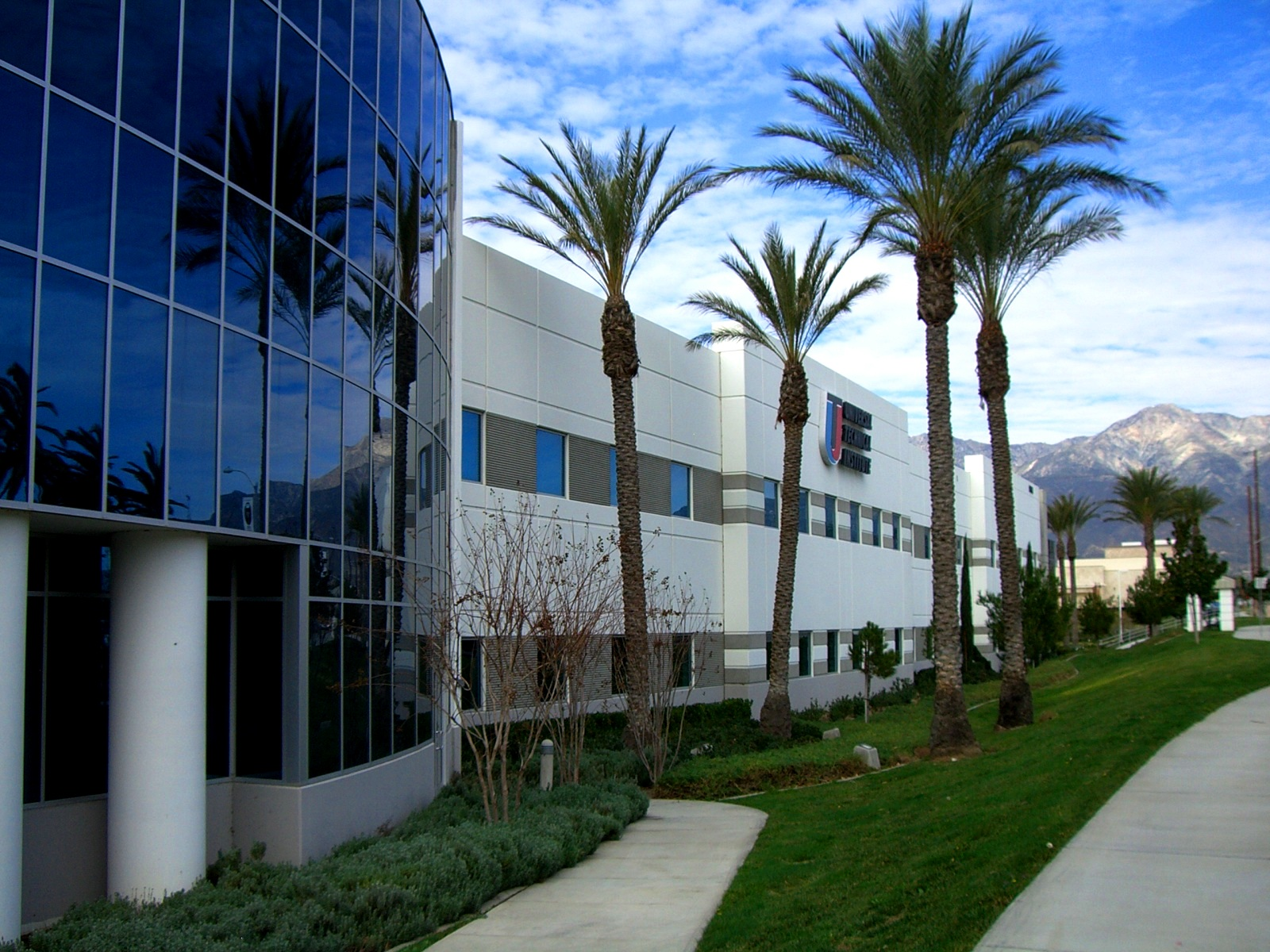
ユニバーサル工科学校

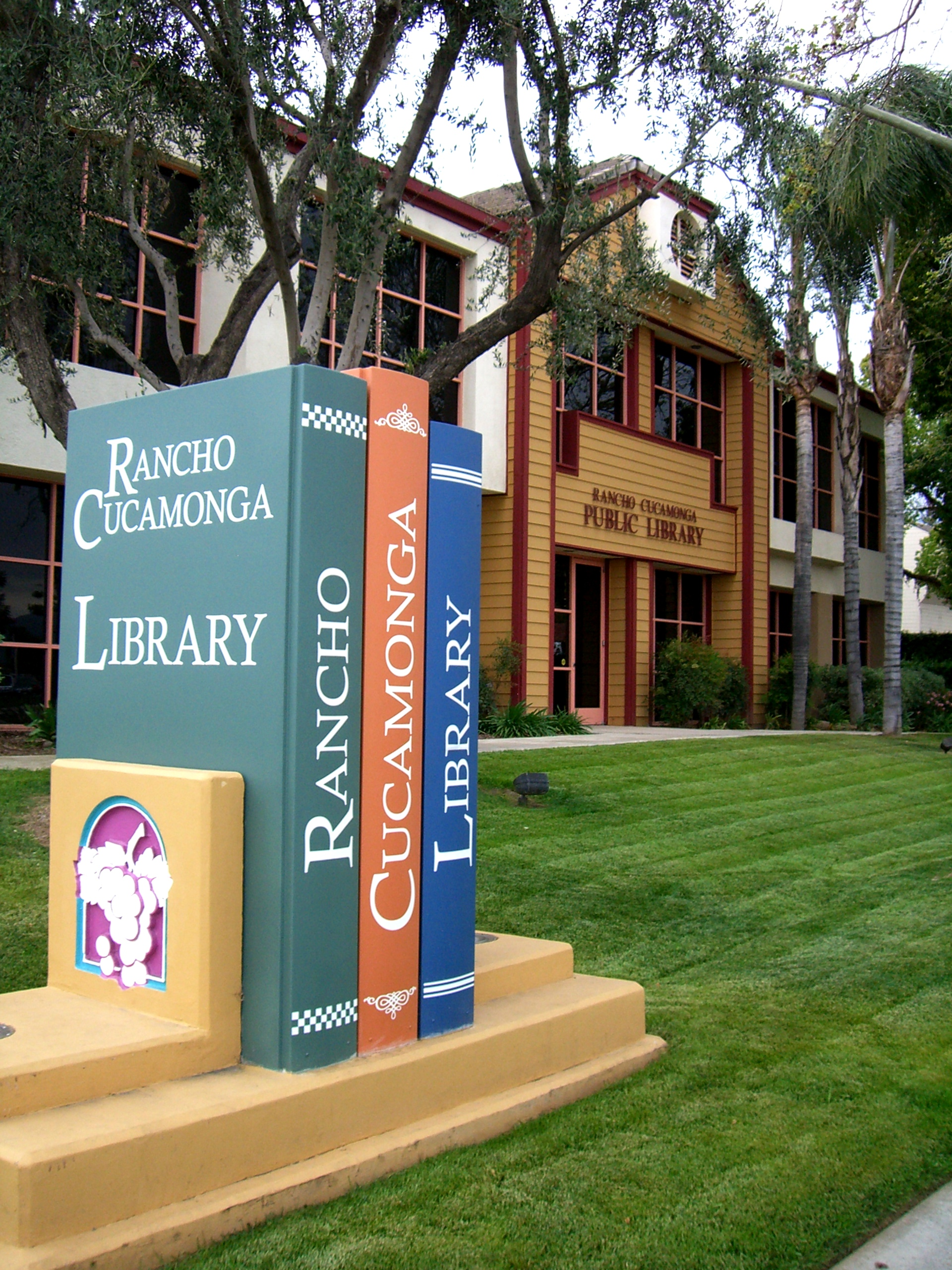
アーチボルド・アベニュー図書館

### 学校
ランチョクカモンガ市内では幾つかの教育学区の下に運営される公立の幼稚園生から12年生までの学校がある。教育学区としてはアルタ・ローマ、セントラル、クカモンガ、エティワンダおよびチャフィの各高校学区がある。これらに加えチャフィ大学があり、ラベルヌ大学、レッドランズ大学、エベレスト・カレッジおよびフェニックス大学のサテライト・キャンパスがある。また自動車専業学校であるユニバーサル工科学校もある。最近設立されたものに私立のアップランド・クリスチャン・アカデミーがある。
高校
- アルタ・ローマ高校
- エティワンダ高校
- ロスオソス高校
- ランチョクカモンガ高校

### 図書館
ランチョクカモンガ市には2つの公立図書館があり、蔵書数の総計は20万冊になっている。アーチボルド・アベニュー図書館は1994年に開館し、2008年夏に改修された。ポール・A・バイアン図書館は文化センター・ドライブ沿いビクトリア庭園の文化センターにあり、2006年8月に開館した。

## 神話と大衆文化の中のクカモンガ
- テレビ番組全米警察24時 コップスは幾つかのエピソードをランチョクカモンガで撮影した。
- 映画Next Fridayの舞台と一部撮影地がランチョクカモンガである。
- ABCのコメディ映画Camp Cucamonga（1990年）は、サンバーナーディーノ国立森林の中で、ランチョクカモンガの森林でのサマーキャンプで起こっている。現在の市域は山脈麓の森林域にかろうじて掛かっている。市の北にあるクカモンガ峰の大部分は荒野の中にある。
- ミュージカル・コメディのチームである「Homer and Jethro」は、1959年に "The Battle of Kookamonga"というシングルでグラミー賞を取った。これはジョニー・ホートンのヒット曲"The Battle of New Orleans"のパロディだった。
- ランチョクカモンガにあるジョセフ・フィリッピ・ワイナリーが生産するワインの"Pride of Cucamonga"は、グレイトフル・デッドの歌の題に使われた。
- コメディアンジェイミー・ケネディはその隠しカメラ番組The Jamie Kennedy Experimentでスキットを演じ、ランチョクカモンガ・クエークス・スタジアムの全ての者に国歌の中の多くのフレーズを歌わせるように仕向けた。
- テレビ番組"The Office"のあるエピソードで、マイケル・スコットが「Take Your Daughter to Work Day」の間に子供達を楽しませようとする。スコットは列車用ホイッスルを吹き、ジャック・ベニーのジョークである「次の停車駅はクック...アモンガ」と唱える。
- 1995年の映画A Kid in King Arthur's Courtではアーサー王がカルヴィン・フラーの推薦に応じて悪党をクカモンガに追放する。
- ルー・コステロ（コンビAbbott and Costelloの一人）は1947年の劇"Who's on First?"で「クカモンガ山猫」と遊んだと述べた。
- 俳優レッド・フォックスはテレビ番組Sanford and Sonで何度もランチョクカモンガに言及している。
- 1960年の映画"リトル・ショップ・オブ・ホラーズ"で、「クカモンガ高校」の2人の十代少女が登場する。この高校は当時存在せず、現在でもランチョクカモンガ高校である。
- 2007年のドクターペッパーの広告宣伝で、ランチョクカモンガはその仮想天気予報の一部に使われていた。各都市の気温は全て23℃であり、ドクター・ペパーの23の香があるフォーミュラを宣伝していた。

## 出身者
- ブレンダ・マルティネス - 陸上競技選手[15]
- ダレン・コリソン - バスケットボール選手
- ニックン - 韓国の男性アイドルグループ2PMのメンバー